# Ona d'Alfvén
Les ones d'Alfvén són ones magnetohidrodinàmiques que es manifesten com oscil·lacions en la corona solar. Són pertorbacions veloces que emanen del Sol cap a fora al llarg dels camps magnètics.
Les ones duen el nom del nobel de física Hannes Alfvén qui va publicar en 1942 en la revista Nature l'existència d'aquest tipus d'ones

## Definició matemàtica
Una ona d'Alfvén en un plasma és una oscil·lació dels ions i el camp magnètic que es desplaça. L'ona es desplaça en la direcció del camp magnètic encara que algunes poden tenir diferents angles. El moviment dels ions i de la pertorbació són en la mateixa direcció: l'ona és transversal.
La velocitat de l'ona ve donada per :
{\displaystyle v_{A}={\frac {B}{\sqrt {\mu _{0}n_{i}m_{i}}}}\,} en SI
{\displaystyle v_{A}={\frac {B}{\sqrt {4\pi n_{i}m_{i}}}}\,} en cgs
{\displaystyle \qquad \ =(2.18\times 10^{11}\,{\mbox{cm/s}})\,(m_{i}/m_{p})^{-1/2}\,(n_{i}/{\rm {cm}}^{-3})^{-1/2}\,(B/{\rm {gauss}})}
On {\displaystyle v_{A}\,} és la velocitat de l'Ona d'Alfvén, B és la força del camp magnètic, {\displaystyle \mu _{0}\,} és la Permeabilitat del plasma, {\displaystyle n_{i}\,} és la densitat del nombre d'ions i {\displaystyle m_{i}\,} és la massa de l'io.
A un al camp o una baixa densitat, la velocitat d'Alfvén s'acosta a la velocitat de la llum, i l'ona d'Alfvén es converteix en una ona electromagnètica ordinària.
La mesura de la velocitat d'Alfvén s'aplica a diferents regions actives per diferents fases d'erupció. Les velocitat d'Alfvén poden variar d'un ordre de grandària i poden estendre's 60 000 km/s a 10 Mm.
La densitat de la massa de l'ió proveeix la inèrcia i la tensió de la línia camp magnètic proveeix la força de restauració.